# Бунтовник (1898 – 1899)
Вижте пояснителната страница за други значения на Бунтовник.
„Бунтовник“ е български вестник, излизал в София от 1898 до 1899 година, неофициален орган на Задграничното представителство на Вътрешната македоно-одринска революционна организация.
Отговорен редактор е Георги Алексиев, а е печатан в печатницата на Иван К. Цуцев.
Вестникът е списван и редактиран основно от задграничния представител Гьорче Петров с помощта на Христо Шалдев, както и на Българските освободителни братства. Излиза тайно, нередовно, неномерирано, без обозначение на местоиздаването и без установена периодичност и в малко бройки. В спомените си Гьорче Петров пише, че е издал 11 броя. От тях са запазени три.
Вестникът е поддържан морално, а вероятно и материално от Софийското тайно офицерско братство. Още през април 1898 година, когато излиза първият му брой, Софийското братство горещо препоръчва вестника на българското офицерство и чрез председателите на провинциалните братства се обръща към техните членове да сътрудничат с материали във вестника. Съответно позициите, отстоявани на страниците на вестника, са в защита на Четническата акция на Македонския комитет от 1895 година и за незабавна подготовка на въстание в Македония.
| „ | ... Какво значи това въоръжаване на турците? Защо е на султана въоръжено население, когато има толкова войски натрупани? Сигурно той крои да направи от Македония втора Армения, не подлежи на съмнение, че турците се готвят за клане. Арменската кръв не е наситила кръвожадността на прочутия този кръволочник, та иска такава и от българите, които сега му се виждат като трън в очите. Султанът и правителството му се боят от едно въстание в Македония и се готвят да отговарят на това с клание на мирното население, както всякога са правили в подобни случаи. При тези дела на правителството на нас що ни остава да правим? На първа ръка трябва да последваме техния пример; трябва да побързаме и ний да се въоръжим, та когато дойде денят да си опитат те оръжието, да има и ний на какво да се опрем. Българската ръка е по-тежка от турската, българската пушка бие по-силно от тяхната... | “ |